# Летаріела переплутана
Летаріела переплутана (Lethariella intricata) — реліктовий (третинний) вид лишайників, єдиний з роду летаріелла (Lethariella) у флорі України. Сучасну біномінальну назву надано у 1976 році.

## Будова
Напівзвисаюче жорстке блідо-сіре тіло лишайника кущисте до 15 см завдовжки. На кінцях темно-сіре. Циліндричні гілочки неправильно розгалужені. Біля основи широкі, звужені і тупі на кінцях. Густо покриті циліндричними ізидіями.

## Життєвий цикл
Розмножується нестатевим (пікноконідіями, ізидіями) та статевим (спорами) шляхом.

## Поширення та середовище існування
Середземноморські регіони Європи, Західна Африка, Канарські острови. В Україні зустрічається у гірському Криму (хребет Веселий — г. Чорна, хребет Муфлонний, масив Кара-Даг, г. Ай-Петрі). Росте на стовбурах та гілках старих дерев яловця смердючого, силікатних скелях, на відкритих добре освітлених місцях ґрунту. Трапляється поодинці або невеликими групами.

## Природоохоронний статус
Зникаючий в Україні вид. Включений до третього видання Червоної книги України (2009 р.). Охороняється у Кримському та Карадазькому природних заповідниках.